# Programa Lunokhod
Els Lunokhod (rus: Луноход, 'Caminador lunar') van ser una sèrie d'astromòbils robòtics lunars soviètics dissenyats per aterrar en la Lluna entre 1969 i 1977. El Lunokhod 1A de 1969 va ser destruït durant el llançament, el Lunokhod 1 de 1970 i el Lunokhod 2 de 1973 van aterrar a la Lluna però el Lunokhod de 1977 mai va ser llançat. Les missions reeixides van estar en funcionament al mateix temps que les sèries de missions de sobrevols, orbitadors i aterratges lunars Zond i Luna.
Els Lunokhods van ser dissenyats principalment per donar suport a les missions lunars tripulades soviètiques i per ser utilitzat com a robots controlats automàticament a distància per explorar la superfície i retornar fotos. Els Lunokhods van ser transportats a la superfície lunar per naus espacials Luna, que es van posar en marxa per coets Protó. La part de l'aterratge lunar de la nau Luna pels Lunokhods va ser similar a les missions de retorn de mostres. Els Lunokhods van ser dissenyats per Alexander Kemurdjian a l'NPO Làvotxkin.
No va ser fins amb Mars Pathfinder el 1997, un altre vehicle controlat remotament, es va col·locar sobre un cos extraterrestre. En 2010, prop de quaranta anys després de la pèrdua de senyal el 1971 del Lunokhod 1, la Lunar Reconnaissance Orbiter de la NASA va fotografiar les seves marques de les rodes i la ubicació final, i els investigadors, utilitzant una telèmetre telescòpica de làser per pols, van detectar el reflectòmetre de l'aparell.

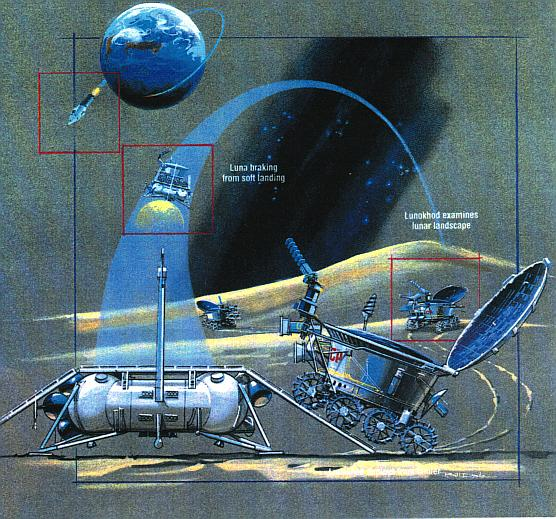
Diagrama de la missió Lunokhod.
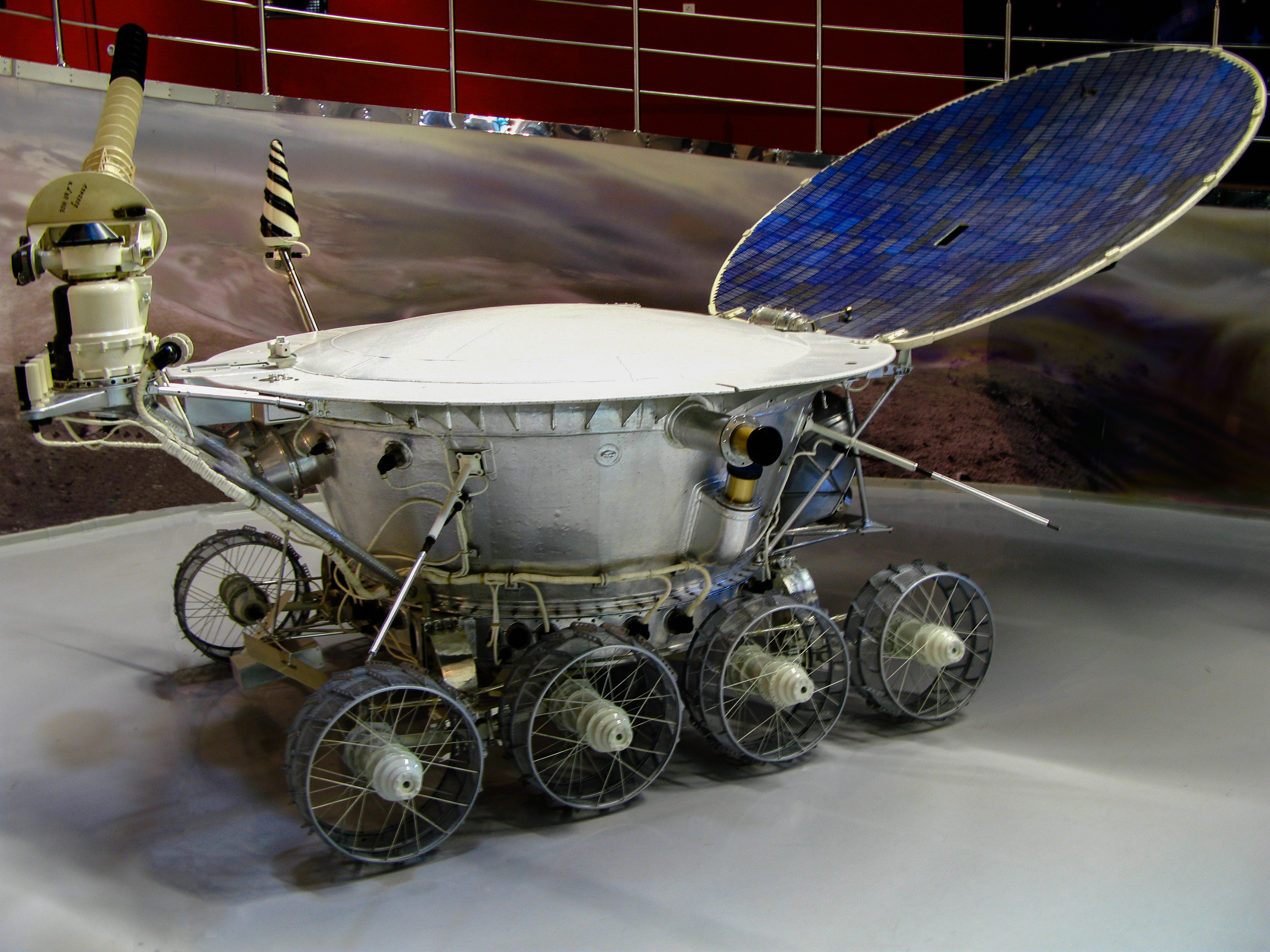
Astromòbil lunar soviètic